# 苏尔萨克
苏尔萨克（法語：Soursac，法語發音：[suʁsak]）是法国科雷兹省的一个市镇，位于该省东部，属于蒂勒区。

## 地理
苏尔萨克（45°16'31"N, 2°12'4"E）面积42.8 平方千米，位于法国新阿基坦大区科雷兹省，该省份为法国中南部省份，北起上维埃纳省和克勒兹省，西接多爾多涅省，南至洛特省，东临多姆山省和康塔爾省。
与苏尔萨克接壤的市镇（或旧市镇、城区）包括：沙尔维尼亚克、普洛、欧里亚克、拉普洛、拉特龙什、吕泽日河畔拉瓦勒、里亚克克圣里耶、圣庞塔莱翁-德拉普洛。

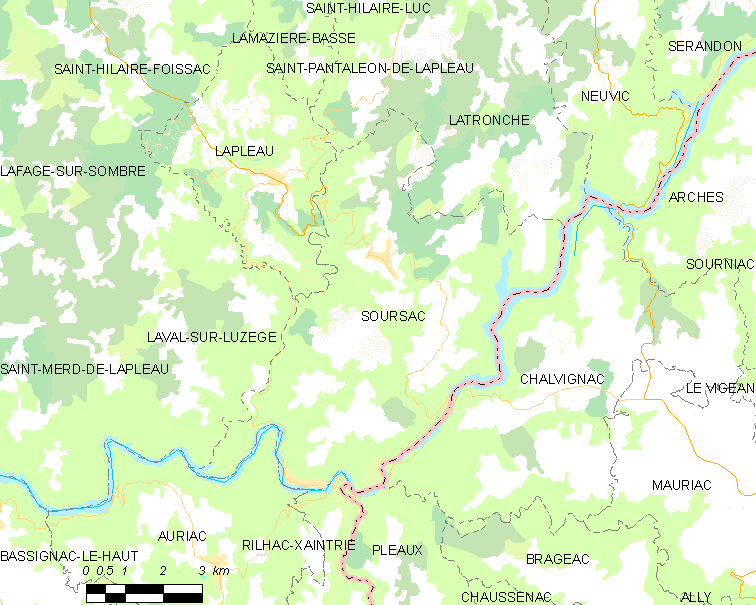
苏尔萨克的OSM定位图

苏尔萨克的时区为UTC+01:00、UTC+02:00（夏令时）。

## 行政
苏尔萨克的邮政编码为19550，INSEE市镇编码为19264。

## 政治
苏尔萨克所属的省级选区为埃格勒通县。

## 人口

1962-2008年间苏尔萨克人口变化图示

苏尔萨克于2022年1月1日时的人口数量为520人。